# Prilužje
Prelluzhë en albanais et Prilužje en serbe latin (en serbe cyrillique : Прилужје) est une localité du Kosovo située dans la commune/municipalité de Vushtrri/Vučitrn et dans le district de Mitrovicë/Kosovska Mitrovica. Selon le recensement kosovar de 2011, elle compte 558 habitants.

## Démographie

### Évolution historique de la population dans la localité
| 1948 | 1953 | 1961  | 1971  | 1981  | 1991  | 2011 |
| ---- | ---- | ----- | ----- | ----- | ----- | ---- |
| 856  | 996  | 1 228 | 1 524 | 1 958 | 2 175 | 558  |

|  |

### Répartition de la population par nationalités (2011)
En 2011, les Albanais représentaient 45,40 % de la population, les Serbes 36,56 % et les Roms 11,39 %.